# Ilhet
Ilhet ist eine französische Gemeinde mit 121 Einwohnern (Stand: 1. Januar 2022) im Département Hautes-Pyrénées in der Region Okzitanien. Sie gehört zum Arrondissement Bagnères-de-Bigorre und zum Gemeindeverband Aure Louron.

## Geografie

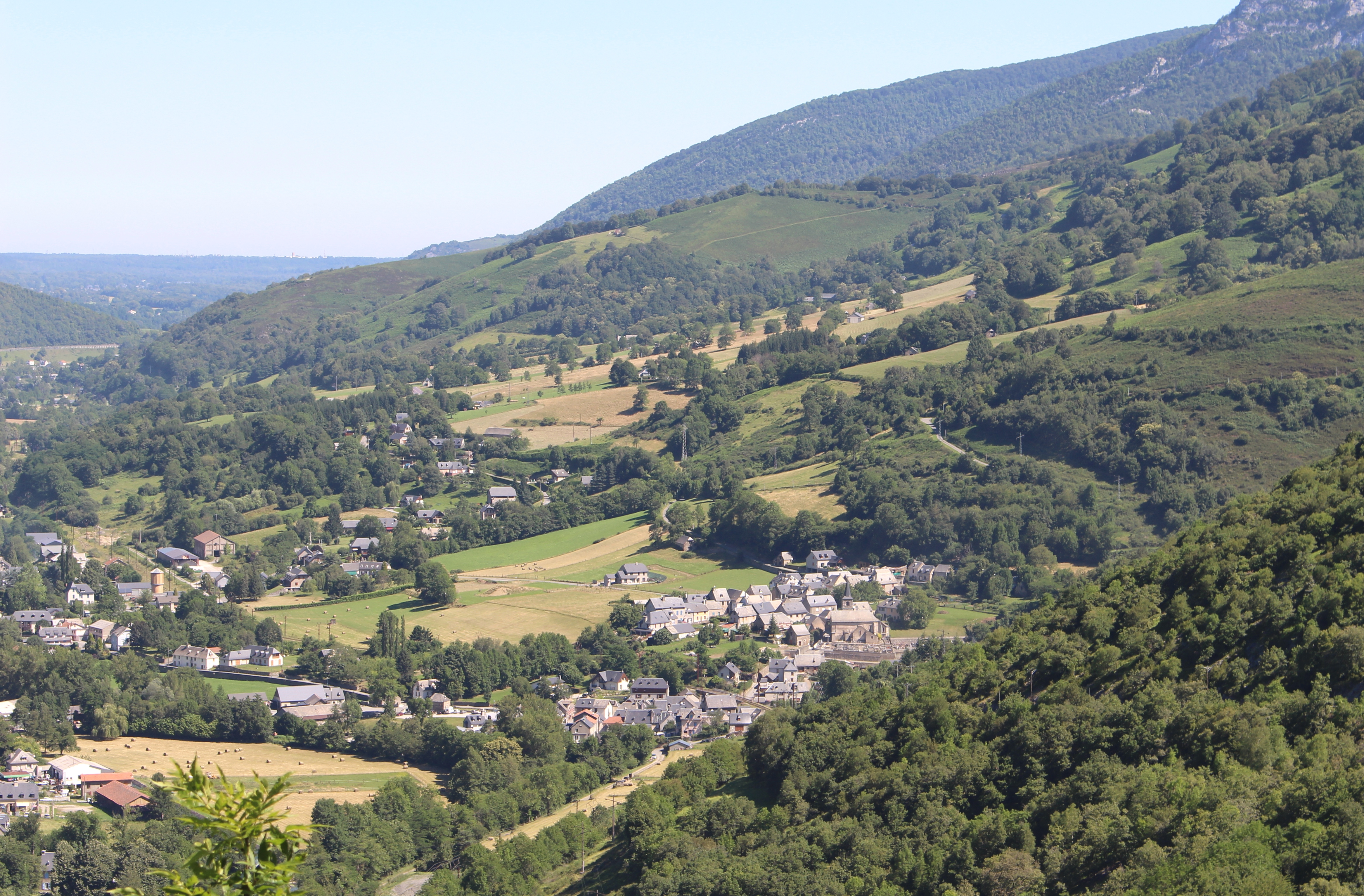
Blick auf Ilhet

Die Gemeinde Ilhet liegt in den Pyrenäen in der Landschaft Bigorre an der Neste, etwa 20 Kilometer südlich von Lannemezan und 35 Kilometer nördlich der Grenze zu Spanien. Das 8,02 km² umfassende Gemeindegebiet erstreckt sich entlang des rechten Nesteufers sowie über mehrere Seitentäler und die dazwischen liegenden bewaldeten Berge, die im Norden der Gemeinde Höhen von über 1000 Metern über dem Meer erreichen. Der felsige Gipfel des Pic de Trespics an der Südgrenze der Gemeinde erreicht 1436 m. Den höchsten Punkt markiert mit 1546 m ein namenloser Gipfel im Südostzipfel des Gemeindeareals. Zur Gemeinde Ilhet gehören die Weiler Aréulet, Tourtères, Segrette, Pujo, Peybéqué, Maison Soldat, Castet, La Hèche und Mailhagut sowie mehrere einzelne Bergbauernhöfe. Umgeben wird Ilhet von den Nachbargemeinden Sarrancolin im Nordwesten, Norden, Nordosten und Osten sowie Beyrède-Jumet-Camous im Süden und Südwesten.

## Bevölkerungsentwicklung
| Jahr      | 1962 | 1968 | 1975 | 1982 | 1990 | 1999 | 2010 | 2021 |
| --------- | ---- | ---- | ---- | ---- | ---- | ---- | ---- | ---- |
| Einwohner | 273  | 219  | 194  | 177  | 139  | 120  | 130  | 121  |

Im Jahr 1836 wurde mit 765 Bewohnern die bisher höchste Einwohnerzahl ermittelt. Die Zahlen basieren auf den Daten von cassini.ehess und INSEE.

## Sehenswürdigkeiten

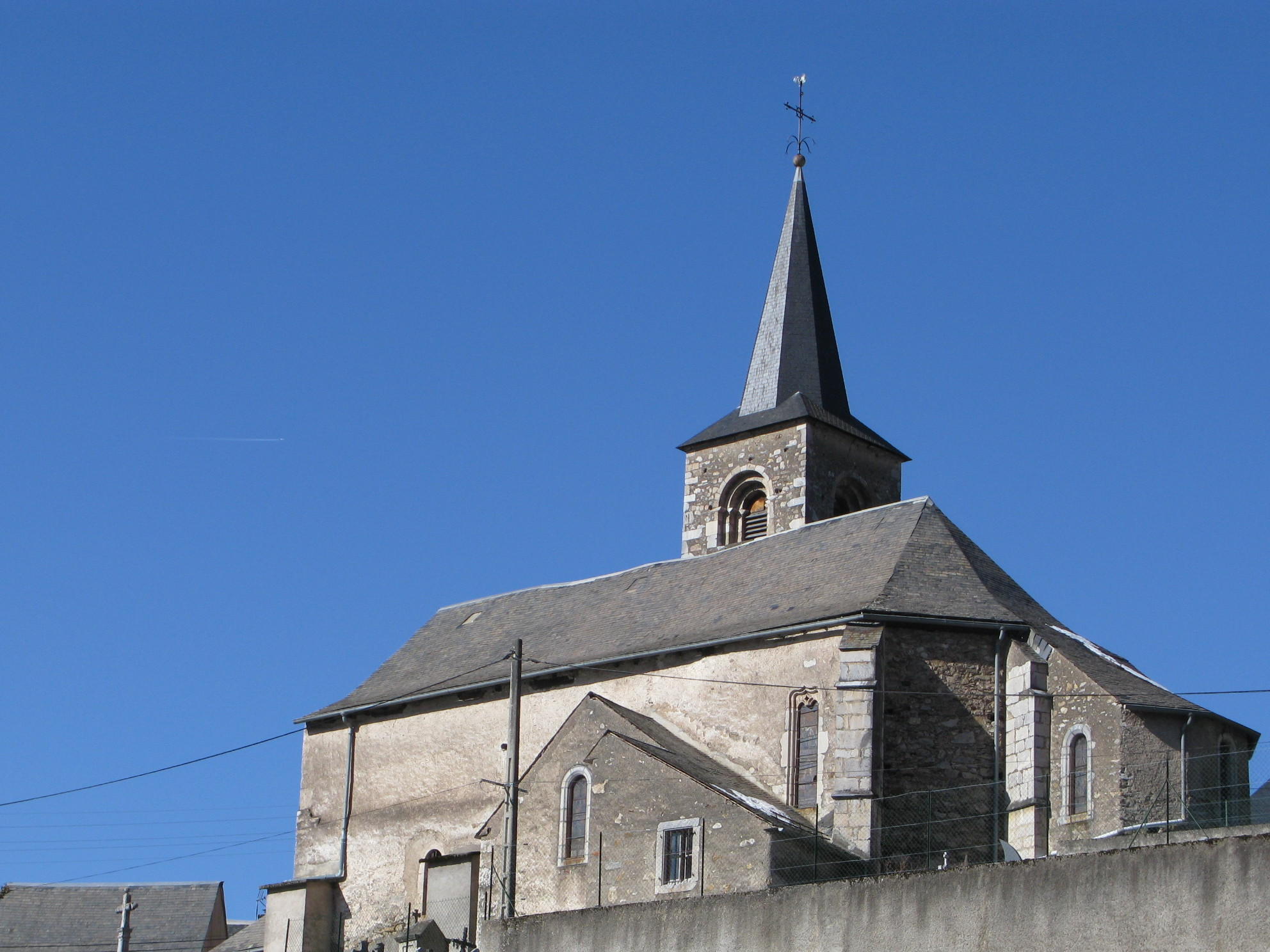
Kirche Mariä Himmelfahrt
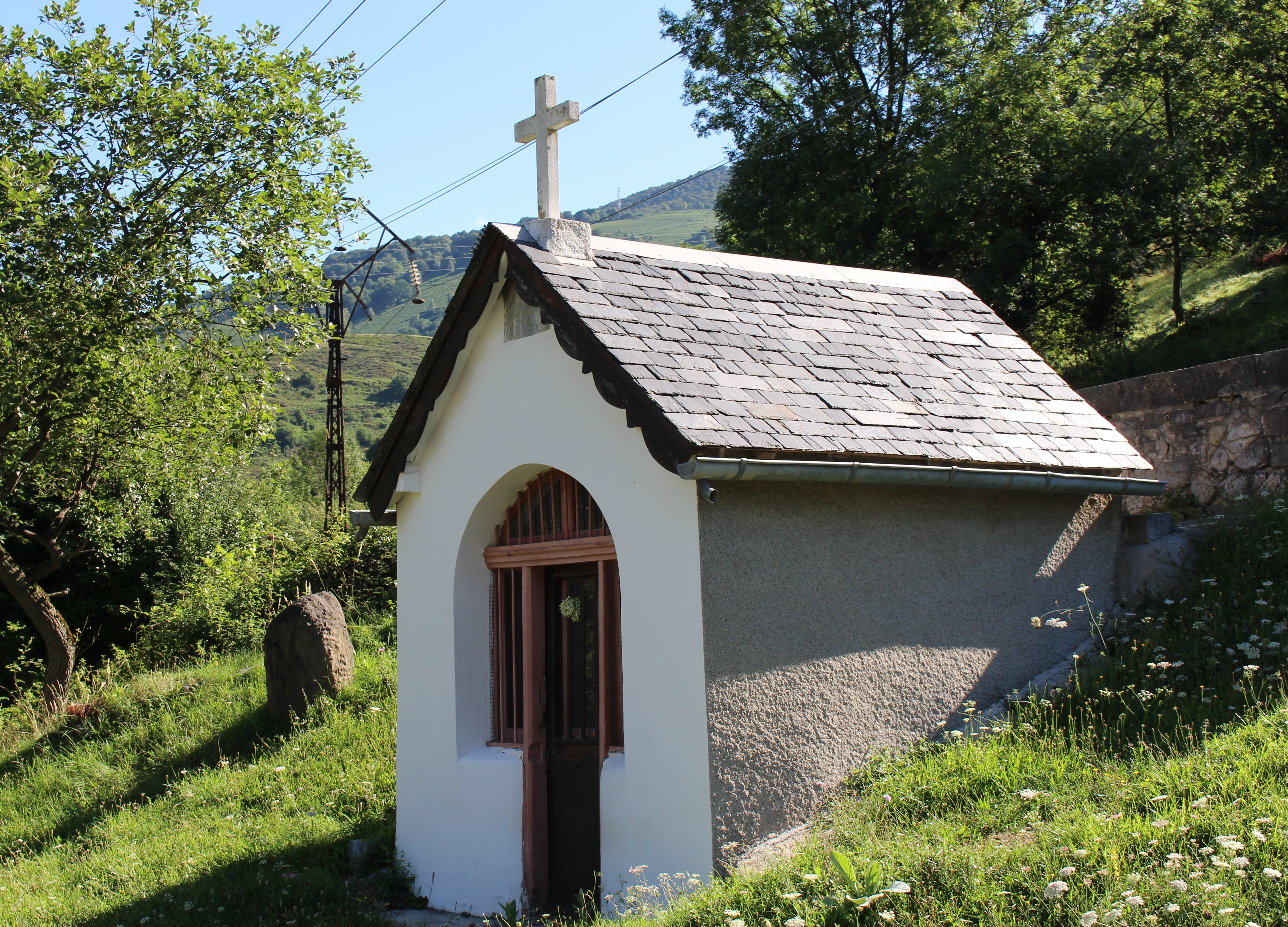
Kapelle Sainte-Anne
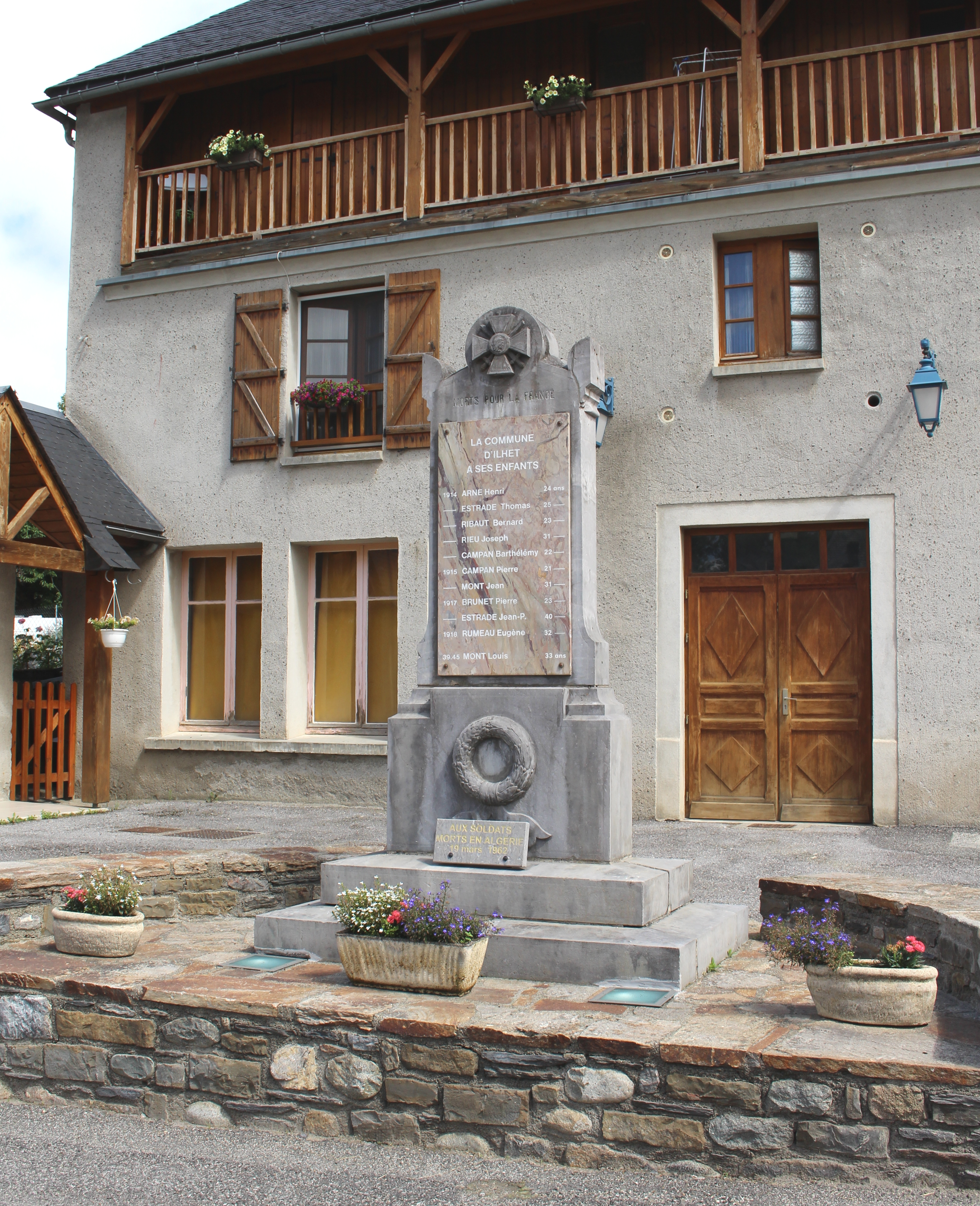
Gefallenen-Denkmal
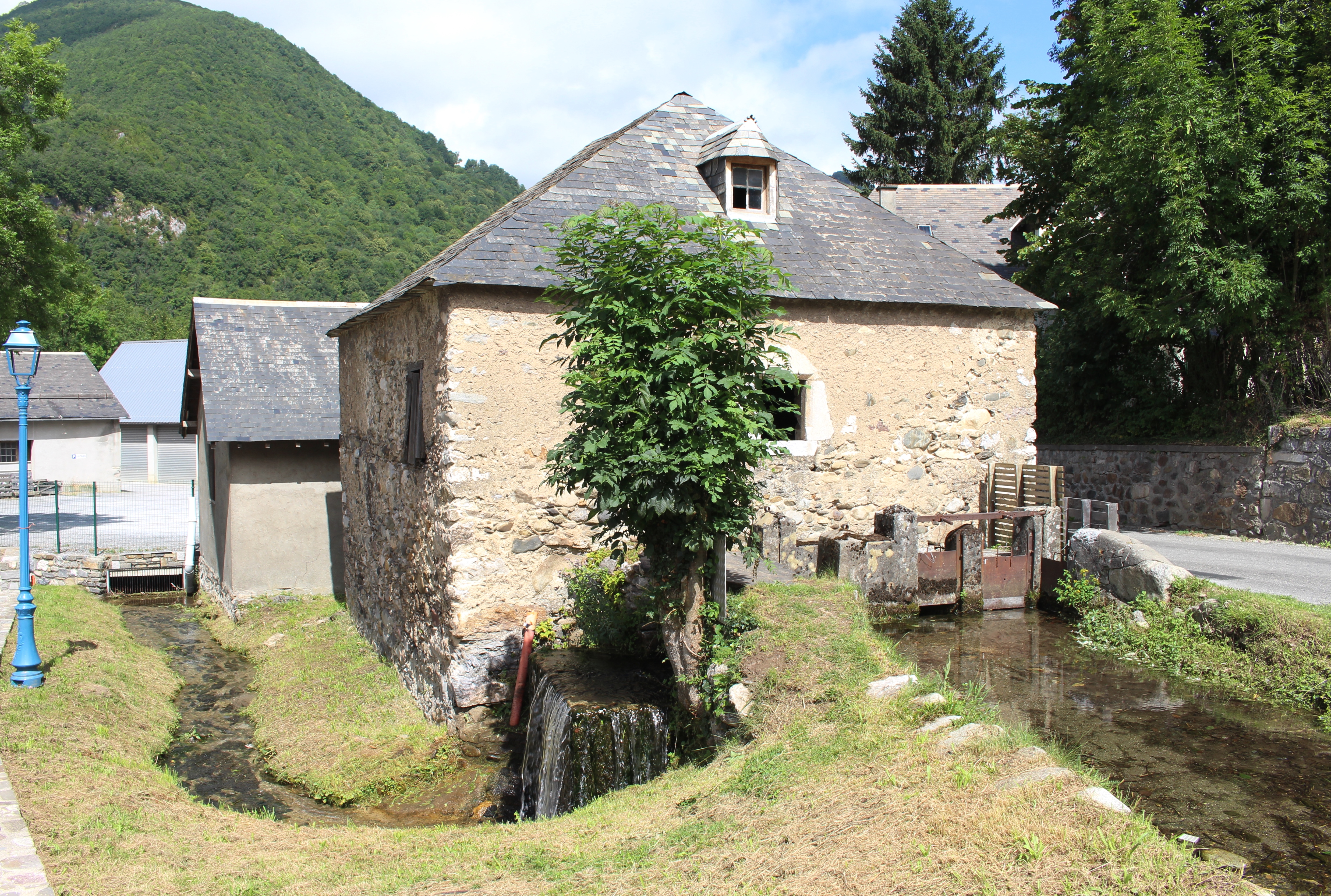
Wassermühle
- Wasserturm
- Lavoir

- Kirche Mariä Himmelfahrt
- Kapelle Sainte-Anne
- Gefallenen-Denkmal
- Wassermühle

## Wirtschaft und Infrastruktur
In Ilhet sind 13 Landwirtschaftsbetriebe ansässig (Getreide- und Gemüseanbau, Rinder-, Ziegen- und Schafzucht).
Durch Ilhet führt die Fernstraße D929 von Lannemezan ins spanische Bielsa.

## Belege
1. ↑  Ilhet auf cassini.ehess
2. ↑  Ilhet auf INSEE
3. ↑  Landwirtschaftsbetriebe auf annuaire-mairie.fr